# Wendilgarda galapagensis
Wendilgarda galapagensis är en spindelart som beskrevs av Archer 1953. Wendilgarda galapagensis ingår i släktet Wendilgarda och familjen strålspindlar. Inga underarter finns listade i Catalogue of Life.